# Toño Ramírez
Antonio Ramírez Martínez (Logroño, 23 de novembro de 1986) é um futebolista profissional espanhol que atua como goleiro.

## Carreira
Toño Ramírez começou a carreira na Real Sociedad.